# Leichtathletik-Halleneuropameisterschaften 1994
Die 23. Leichtathletik-Halleneuropameisterschaften fanden vom 11. bis 13. März 1994 im Palais Omnisports de Paris-Bercy in Paris statt. Frankreich war zum vierten Mal nach 1972, 1981 und 1987 Gastgeberland der Veranstaltung.

## Ergebnisse Männer

### 60 m
| Platz | Athlet                | Land | Zeit (s) |
| ----- | --------------------- | ---- | -------- |
| 1     | Colin Jackson         | GBR  | 6,49     |
| 2     | Alexandros Terzian    | GRE  | 6,51     |
| 3     | Michael Rosswess      | GBR  | 6,54     |
| 4     | Alexandr Porchomowski | RUS  | 6,59     |
| 5     | Daniel Sangouma       | FRA  | 6,65     |
| 6     | Laurent Nevo          | FRA  | 6,75     |

Finale am 11. März

### 200 m
| Platz | Athlet                   | Land | Zeit (s) |
| ----- | ------------------------ | ---- | -------- |
| 1     | Daniel Sangouma          | FRA  | 20,68    |
| 2     | Wladyslaw Dolohodin      | UKR  | 20,99    |
| 3     | Georgios Panagiotopoulos | GRE  | 21,15    |
| 4     | Evgenios Papadopoulos    | GRE  | 21,15    |
| 5     | Darren Braithwaite       | GBR  | 21,30    |
| 6     | Ioannis Nafpliotis       | GRE  | 21,61    |

Finale am 13. März

### 400 m
| Platz | Athlet         | Land | Zeit (s) |
| ----- | -------------- | ---- | -------- |
| 1     | Du’aine Ladejo | GBR  | 46,53    |
| 2     | Michail Wdowin | RUS  | 46,56    |
| 3     | Rico Lieder    | GER  | 46,82    |
| 4     | Lutz Becker    | GER  | 47,74    |
| 5     | Andrea Nuti    | ITA  | 50,05    |
|       | Jamie Baulch   | GBR  | DNF      |

Finale am 13. März

### 800 m
| Platz | Athlet               | Land | Zeit (min) |
| ----- | -------------------- | ---- | ---------- |
| 1     | Andrei Loginow       | RUS  | 1:46,38    |
| 2     | Luis Javier González | ESP  | 1:46,69    |
| 3     | Ousmane Diarra       | FRA  | 1:47,18    |
| 4     | Nico Motchebon       | GER  | 1:47,24    |
| 5     | Torbjörn Johansson   | SWE  | 1:47,42    |
| 6     | Bruno Konczylo       | FRA  | 2:00,33    |

Finale am 13. März

### 1500 m
| Platz | Athlet                 | Land | Zeit (min) |
| ----- | ---------------------- | ---- | ---------- |
| 1     | David Strang           | GBR  | 3:44,57    |
| 2     | Branko Zorko           | CRO  | 3:44,64    |
| 3     | Abdelkader Chékhémani  | FRA  | 3:44,65    |
| 4     | Manuel Pancorbo        | ESP  | 3:45,03    |
| 5     | Wjatscheslaw Schabunin | RUS  | 3:45,37    |
| 6     | Mickael Damian         | FRA  | 3:45,54    |
| 7     | Massimo Pegoretti      | ITA  | 3:46,41    |
| 8     | Milan Drahoňovský      | CZE  | 3:46,47    |

Finale am 13. März

### 3000 m
| Platz | Athlet              | Land | Zeit (min) |
| ----- | ------------------- | ---- | ---------- |
| 1     | Kim Bauermeister    | GER  | 7:52,34    |
| 2     | Ovidiu Olteanu      | ROU  | 7:52,37    |
| 3     | Rod Finch           | GBR  | 7:53,99    |
| 4     | Anacleto Jiménez    | ESP  | 7:55,78    |
| 5     | Michael Buchleitner | AUT  | 7:56,47    |
| 6     | Andres Martínez     | ESP  | 7:59,70    |
| 7     | Andrei Tichonow     | RUS  | 8:02,95    |
| 8     | Gino van Geyte      | BEL  | 8:11,02    |

Finale am 13. März

### 60 m Hürden
| Platz | Athlet        | Land | Zeit (s) |
| ----- | ------------- | ---- | -------- |
| 1     | Colin Jackson | GBR  | 7,41     |
| 2     | George Boroi  | ROU  | 7,57     |
| 3     | Mike Fenner   | GER  | 7,58     |
| 4     | Dan Philibert | FRA  | 7,60     |
| 5     | Igor Kováč    | SVK  | 7,61     |
| 6     | Jiří Hudec    | CZE  | 7,72     |

Finale am 12. März

### 5000 m Gehen
| Platz | Athlet                 | Land | Zeit (min) |
| ----- | ---------------------- | ---- | ---------- |
| 1     | Michail Schtschennikow | RUS  | 18:34,32   |
| 2     | Ronald Weigel          | GER  | 18:40,32   |
| 3     | Denis Langlois         | FRA  | 18:43,20   |
| 4     | Michele Didoni         | ITA  | 19:01,03   |
| 5     | Jean-Claude Corre      | FRA  | 19:10,24   |
| 6     | Pavol Blažek           | SVK  | 19:14,00   |
| 7     | Jauhen Misjulja        | BLR  | 19:17,74   |
| 8     | Stefan Johansson       | SWE  | 19:21,82   |

Finale am 13. März

### Hochsprung
| Platz | Athlet               | Land | Höhe (m) |
| ----- | -------------------- | ---- | -------- |
| 1     | Dalton Grant         | GBR  | 2,37     |
| 2     | Jean-Charles Gicquel | FRA  | 2,35     |
| 3     | Wolf-Hendrik Beyer   | GER  | 2,33     |
| 4     | Steinar Hoen         | NOR  | 2,31     |
| 5     | Leonid Pumalainen    | RUS  | 2,31     |
| 6     | Håkon Särnblom       | NOR  | 2,29     |
| 7     | Brendan Reilly       | GBR  | 2,26     |
| 8     | Thorsten Marschner   | GER  | 2,26     |

Finale am 13. März

### Stabhochsprung
| Platz | Athlet             | Land | Höhe (m) |
| ----- | ------------------ | ---- | -------- |
| 1     | Pjotr Botschkarjow | RUS  | 5,90     |
| 2     | Jean Galfione      | FRA  | 5,80     |
| 3     | Igor Trandenkow    | RUS  | 5,75     |
| 4     | Denis Petuschinski | RUS  | 5,75     |
| 5     | István Bagyula     | HUN  | 5,70     |
| 6     | Gianni Iapichino   | ITA  | 5,60     |
| 7     | Danny Krasnov      | ISR  | 5,60     |
| 8     | Valeri Bukrejev    | EST  | 5,60     |

Finale am 12. März

### Weitsprung
| Platz | Athlet                  | Land | Weite (m) |
| ----- | ----------------------- | ---- | --------- |
| 1     | Dietmar Haaf            | GER  | 8,15      |
| 2     | Konstandinos Koukodimos | GRE  | 8,09      |
| 3     | Bogdan Tudor            | ROU  | 8,07      |
| 4     | Iwajlo Mladenow         | BUL  | 8,07      |
| 5     | Stanislaw Tarassenko    | RUS  | 8,02      |
| 6     | Dmitri Bagrjanow        | RUS  | 8,01      |
| 7     | Mattias Sunneborn       | SWE  | 7,96      |
| 8     | Georg Ackermann         | GER  | 7,84      |

Finale am 13. März

### Dreisprung
| Platz | Athlet              | Land | Weite (m) |
| ----- | ------------------- | ---- | --------- |
| 1     | Leonid Woloschin    | RUS  | 17,44     |
| 2     | Denis Kapustin      | RUS  | 17,35     |
| 3     | Wassili Sokow       | RUS  | 17,31     |
| 4     | Serge Hélan         | FRA  | 17,23     |
| 5     | Georges Sainte-Rose | FRA  | 16,96     |
| 6     | Māris Bružiks       | LAT  | 16,83     |
| 7     | Ralf Jaros          | GER  | 16,78     |
| 8     | Lars Hedman         | SWE  | 16,66     |

Finale am 12. März

### Kugelstoßen
| Platz | Athlet              | Land | Weite (m) |
| ----- | ------------------- | ---- | --------- |
| 1     | Oleksandr Bahatsch  | UKR  | 20,66     |
| 2     | Dragan Perić        | YUG  | 20,55     |
| 3     | Pétur Guðmundsson   | ISL  | 20,04     |
| 4     | Manuel Martínez     | ESP  | 19,85     |
| 5     | Oliver-Sven Buder   | GER  | 19,66     |
| 6     | Paolo Dal Soglio    | ITA  | 19,62     |
| 7     | Jewgeni Paltschikow | RUS  | 19,50     |
| 8     | Mika Halvari        | FIN  | 19,48     |

Finale am 11. März

### Siebenkampf
| Platz | Athlet            | Land | Punkte |
| ----- | ----------------- | ---- | ------ |
| 1     | Christian Plaziat | FRA  | 6268   |
| 2     | Henrik Dagård     | SWE  | 6119   |
| 3     | Alain Blondel     | FRA  | 6084   |
| 4     | Tomáš Dvořák      | CZE  | 6061   |
| 5     | Erki Nool         | EST  | 5945   |
| 6     | Sándor Munkácsi   | HUN  | 5944   |
| 7     | Indrek Kaseorg    | EST  | 5888   |
| 8     | Marcel Dost       | NED  | 5734   |

12. und 13. März
Der Siebenkampf besteht aus den Disziplinen 60-Meter-Lauf, Weitsprung, Kugelstoßen, Hochsprung, 60-Meter-Hürdenlauf, Stabhochsprung und 1000-Meter-Lauf.

## Ergebnisse Frauen

### 60 m
| Platz | Athletin             | Land | Zeit (s) |
| ----- | -------------------- | ---- | -------- |
| 1     | Nelli Fiere-Cooman   | NED  | 7,17     |
| 2     | Melanie Paschke      | GER  | 7,19     |
| 3     | Patricia Girard      | FRA  | 7,19     |
| 4     | Petja Pendarewa      | BUL  | 7,24     |
| 5     | Dessislawa Dimitrowa | BUL  | 7,25     |
| 6     | Sabine Tröger        | AUT  | 7,31     |

Finale am 12. März

### 200 m
| Platz | Athletin            | Land | Zeit (s) |
| ----- | ------------------- | ---- | -------- |
| 1     | Galina Maltschugina | RUS  | 22,41    |
| 2     | Silke-Beate Knoll   | GER  | 22,96    |
| 3     | Jacqueline Poelman  | NED  | 23,43    |
| 4     | Hana Benešová       | CZE  | 23,67    |
| 5     | Giada Gallina       | ITA  | 23,79    |
| 6     | Petja Pendarewa     | BUL  | 23,89    |

Finale am 13. März

### 400 m
| Platz | Athletin               | Land | Zeit (s) |
| ----- | ---------------------- | ---- | -------- |
| 1     | Swetlana Gontscharenko | RUS  | 51,62    |
| 2     | Tatjana Alexejewa      | RUS  | 51,77    |
| 3     | Viviane Dorsile        | FRA  | 51,92    |
| 4     | Ionela Târlea          | ROU  | 53,13    |
| 5     | Magdalena Nedelcu      | ROU  | 53,62    |
| 6     | Kathrin Lüthi          | SUI  | 54,06    |

Finale am 13. März

### 800 m
| Platz | Athletin          | Land | Zeit (min) |
| ----- | ----------------- | ---- | ---------- |
| 1     | Natallja Duchnowa | BLR  | 2:00,42    |
| 2     | Ella Kovacs       | ROU  | 2:00,49    |
| 3     | Carla Sacramento  | POR  | 2:01,12    |
| 4     | Stella Jongmans   | NED  | 2:01,82    |
| 5     | Ester Goossens    | NED  | 2:03,59    |
| 6     | Olena Stortschowa | UKR  | 2:06,41    |

Finale am 13. März

### 1500 m
| Platz | Athletin               | Land | Zeit (min) |
| ----- | ---------------------- | ---- | ---------- |
| 1     | Jekaterina Podkopajewa | RUS  | 4:06,46    |
| 2     | Ljudmila Rogatschowa   | RUS  | 4:06,60    |
| 3     | Małgorzata Rydz        | POL  | 4:06,98    |
| 4     | Violeta Beclea         | ROU  | 4:07,06    |
| 5     | Ellen Kießling         | GER  | 4:10,68    |
| 6     | Maite Zúñiga           | ESP  | 4:10,99    |
| 7     | Tudorița Chidu         | ROU  | 4:12,13    |
| 8     | Frédérique Quentin     | FRA  | 4:13,44    |

Finale am 13. März

### 3000 m
| Platz | Athletin         | Land | Zeit (min) |
| ----- | ---------------- | ---- | ---------- |
| 1     | Fernanda Ribeiro | POR  | 8:50,47    |
| 2     | Margareta Keszeg | ROU  | 8:55,61    |
| 3     | Anna Brzezińska  | POL  | 8:56,90    |
| 4     | Christina Mai    | GER  | 8:57,49    |
| 5     | Laurence Vivier  | FRA  | 8:59,95    |
| 6     | Alison Wyeth     | GBR  | 9:04,35    |
| 7     | Renata Sobiesiak | POL  | 9:09,09    |
| 8     | Sonia McGeorge   | GBR  | 9:14,04    |

Finale am 11. März

### 60 m Hürden
| Platz | Athletin         | Land | Zeit (s) |
| ----- | ---------------- | ---- | -------- |
| 1     | Jordanka Donkowa | BUL  | 7,85     |
| 2     | Jewa Sokolowa    | RUS  | 7,89     |
| 3     | Anne Piquereau   | FRA  | 7,91     |
| 4     | Brigita Bukovec  | SLO  | 7,94     |
| 5     | Carla Tuzzi      | ITA  | 7,97     |
| 6     | Patricia Girard  | FRA  | 7,98     |

Finale am 13. März

### 3000 m Gehen
| Platz | Athletin              | Land | Zeit (min) |
| ----- | --------------------- | ---- | ---------- |
| 1     | Annarita Sidoti       | ITA  | 11:54,32   |
| 2     | Beate Gummelt         | GER  | 11:56,01   |
| 3     | Jelena Arschinzewa    | RUS  | 11:57,48   |
| 4     | Jelena Nikolajewa     | RUS  | 11:57,49   |
| 5     | Leanarda Juchnewitsch | BLR  | 12:04,46   |
| 6     | Sari Essayah          | FIN  | 12:12,80   |
| 7     | Olha Leonenko         | UKR  | 12:20,44   |
| 8     | Kathrin Boyde         | GER  | 12:21,63   |

Finale am 11. März

### Hochsprung
| Platz | Athletin                | Land | Höhe (m) |
| ----- | ----------------------- | ---- | -------- |
| 1     | Stefka Kostadinowa      | BUL  | 1,98     |
| 2     | Dessislawa Aleksandrowa | BUL  | 1,96     |
| 3     | Sigrid Kirchmann        | AUT  | 1,96     |
| 4     | Tazzjana Scheutschyk    | BLR  | 1,96     |
| 5     | Jelena Guljajewa        | RUS  | 1,93     |
| 6     | Hanne Haugland          | NOR  | 1,93     |
| 7     | Britta Bilač            | SLO  | 1,93     |
| 8     | Ina Gliznuța            | MDA  | 1,90     |

Finale am 12. März

### Weitsprung
| Platz | Athletin            | Land | Weite (m) |
| ----- | ------------------- | ---- | --------- |
| 1     | Heike Drechsler     | GER  | 7,06      |
| 2     | Ljudmila Ninova     | AUT  | 6,78      |
| 3     | Inessa Krawez       | UKR  | 6,72      |
| 4     | Valentina Uccheddu  | ITA  | 6,69      |
| 5     | Mirela Dulgheru     | ROU  | 6,61      |
| 6     | Agata Karczmarek    | POL  | 6,60      |
| 7     | Jelena Sintschukowa | RUS  | 6,50      |
| 8     | Helga Radtke        | GER  | 6,45      |

Finale am 11. März

### Dreisprung
| Platz | Athletin          | Land | Weite (m) |
| ----- | ----------------- | ---- | --------- |
| 1     | Inna Lassowskaja  | RUS  | 14,88     |
| 2     | Anna Birjukowa    | RUS  | 14,72     |
| 3     | Sofija Boschanowa | BUL  | 14,52     |
| 4     | Šárka Kašpárková  | CZE  | 14,46     |
| 5     | Iwa Prandschewa   | BUL  | 14,38     |
| 6     | Inessa Krawez     | UKR  | 14,32     |
| 7     | Helga Radtke      | GER  | 13,92     |
| 8     | Rodica Petrescu   | ROU  | 13,90     |

Finale am 13. März

### Kugelstoßen
| Platz | Athletin            | Land | Weite (m) |
| ----- | ------------------- | ---- | --------- |
| 1     | Astrid Kumbernuss   | GER  | 19,44     |
| 2     | Larissa Peleschenko | RUS  | 19,16     |
| 3     | Swetla Mitkowa      | BUL  | 19,09     |
| 4     | Anna Romanowa       | RUS  | 18,80     |
| 5     | Grit Hammer         | GER  | 18,58     |
| 6     | Krystyna Danilczyk  | POL  | 18,57     |
| 7     | Mihaela Oana        | ROU  | 18,31     |
| 8     | Ines Wittich        | GER  | 17,89     |

Finale am 13. März

### Fünfkampf
| Platz | Athletin               | Land | Punkte |
| ----- | ---------------------- | ---- | ------ |
| 1     | Larissa Turtschinskaja | RUS  | 4801   |
| 2     | Rita Ináncsi           | HUN  | 4775   |
| 3     | Urszula Włodarczyk     | POL  | 4668   |
| 4     | Liliana Năstase        | ROU  | 4620   |
| 5     | Ljudmila Michailowa    | RUS  | 4616   |
| 6     | Ines Krause            | GER  | 4503   |
| 7     | Maria Kamrowska        | POL  | 4496   |
| 8     | Petra Văideanu         | ROU  | 4456   |

11. März
Der Fünfkampf besteht aus den Disziplinen 60-Meter-Hürdenlauf, Hochsprung, Kugelstoßen, Weitsprung und 800-Meter-Lauf.

## Medaillenspiegel
| Medaillenspiegel Endstand nach 27 Entscheidungen | Medaillenspiegel Endstand nach 27 Entscheidungen | Medaillenspiegel Endstand nach 27 Entscheidungen | Medaillenspiegel Endstand nach 27 Entscheidungen | Medaillenspiegel Endstand nach 27 Entscheidungen | Medaillenspiegel Endstand nach 27 Entscheidungen |
| Platz                                            | Land                                             | Gold                                             | Silber                                           | Bronze                                           | Gesamt                                           |
| ------------------------------------------------ | ------------------------------------------------ | ------------------------------------------------ | ------------------------------------------------ | ------------------------------------------------ | ------------------------------------------------ |
| 1                                                | Russland                                         | 9                                                | 7                                                | 3                                                | 19                                               |
| 2                                                | Vereinigtes Königreich                           | 5                                                | -                                                | 2                                                | 7                                                |
| 3                                                | Deutschland                                      | 4                                                | 4                                                | 3                                                | 11                                               |
| 4                                                | Frankreich                                       | 2                                                | 2                                                | 7                                                | 11                                               |
| 5                                                | Bulgarien                                        | 2                                                | 1                                                | 2                                                | 5                                                |
| 6                                                | Ukraine                                          | 1                                                | 1                                                | 1                                                | 3                                                |
| 7                                                | Niederlande                                      | 1                                                | -                                                | 1                                                | 2                                                |
| 7                                                | Portugal                                         | 1                                                | -                                                | 1                                                | 2                                                |
| 9                                                | Italien                                          | 1                                                | -                                                | -                                                | 1                                                |
| 9                                                | Belarus                                          | 1                                                | -                                                | -                                                | 1                                                |
| 11                                               | Rumänien                                         | -                                                | 4                                                | 1                                                | 5                                                |
| 12                                               | Griechenland                                     | -                                                | 2                                                | 1                                                | 3                                                |
| 13                                               | Österreich                                       | -                                                | 1                                                | 1                                                | 2                                                |
| 14                                               | BR Jugoslawien                                   | -                                                | 1                                                | -                                                | 1                                                |
| 14                                               | Kroatien                                         | -                                                | 1                                                | -                                                | 1                                                |
| 14                                               | Schweden                                         | -                                                | 1                                                | -                                                | 1                                                |
| 14                                               | Spanien                                          | -                                                | 1                                                | -                                                | 1                                                |
| 14                                               | Ungarn                                           | -                                                | 1                                                | -                                                | 1                                                |
| 19                                               | Polen                                            | -                                                | -                                                | 3                                                | 3                                                |
| 20                                               | Island                                           | -                                                | -                                                | 1                                                | 1                                                |